# Jolki-palki!
Jolki-palki! (russisk: Ёлки-палки!) er en sovjetisk spillefilm fra 1988 af Sergej Nikonenko.

## Medvirkende
- Sergej Nikonenko som Nikolaj Knjazev
- Jekaterina Voronina som Ljuba
- Ilja Tjurin som Vovik
- Leonid Kuravljov som Volodja
- Leonid Jarmolnik som Grisja